# Cold (Annie Lennox)
Cold è il quarto singolo estratto da Diva, primo album da solista della cantautrice britannica Annie Lennox.
La traccia è una dolce ballata pop nella quale Annie Lennox si diletta a giocare con la voce alternando note basse ad acuti pungenti. Il tema principale della canzone è la descrizione dei sentimenti più nascosti attraverso la metafora del ghiaccio e del freddo, che rappresentano le emozioni di un amore irrequieto.
Raggiunse il 26º posto della classifica dei singoli in Regno Unito ed è incluso nella prima raccolta di Annie Lennox, The Annie Lennox Collection, pubblicata nel 2009.

## Videoclip
Il videoclip mostra una donna dell'Ottocento che disperata si rifugia all'interno di un campanile per trovare un po'  di solitudine.

## Tracce
Il singolo fu pubblicato in tre CD diversi, ognuno denominato con un titolo diverso (Cold, Colder e Coldest).
Cold
1. Cold – 4:25
2. Why – 5:06
3. The Gift – 4:43
4. Walking on Broken Glass – 4:01

Colder
1. Cold – 4:25
2. It's Alright (Baby's Coming Back) – 4:15
3. Here Comes the Rain Again – 4:30
4. You Have Placed a Chill in My Heart – 4:19

Coldest
1. Cold – 4:25
2. River Deep, Mountain High – 3:41
3. Feel the Need – 2:56
4. Don't Let Me Down – 3:26

## Classifiche
| Classifica (1992)            | Posizione massima |
| ---------------------------- | ----------------- |
| Classifica singoli           | 26                |
| Classifica singoli Australia | 80                |